# Radvaň nad Dunajom
Radvaň nad Dunajom (in ungherese Dunaradvány) è un comune della Slovacchia facente parte del distretto di Komárno, nella regione di Nitra.